# Girl Crazy (1932)
Girl Crazy is een Amerikaanse muziekfilm uit 1932 onder regie van William A. Seiter.

## Verhaal
Om hem een beetje uit de buurt de houden van de meisjes wordt de New Yorkse playboy Danny Churchill naar een klein stadje in Arizona gestuurd. Hij besluit daar een in een boerderij een gokpaleis te openen. Hij vraagt zijn vriend Slick, een professionele gokker en zijn vrouw Kitty, om hem te helpen. Slick besluit daarheen te gaan in een taxi, bestuurd door de verlegen Jimmy. Jimmy's jongere zus Tessie gaat ook mee. Bij de boerderij is Danny verliefd geworden op Molly, maar er ontstaan problemen voor hem wanneer er protest wordt aangetekend tegen opening van het gokpaleis en met de sheriff gedreigd wordt. Zo ontstaan er allerlei verwikkelingen.

## Bijzonderheden
- De film is een verfilming van de musical Girl Crazy uit 1930.
- Voor de film echter bestelde RKO voor tweeduizend dollar een extra lied, "You’ve Got What Gets Me", bij de Gershwins.
- De film werd in minder dan een maand opgenomen.
- Alle vier liedjes in de film zijn  - net als de remake uit 1943 - van de gebroeders Gershwin (George en Ira).[1][2][3]

## Rolverdeling
| Acteur           | Personage           |
| ---------------- | ------------------- |
| Eddie Quillan    | Danny Churchill jr. |
| Bert Wheeler     | Jimmy Deegan        |
| Robert Woolsey   | Slick Foster        |
| Dorothy Lee      | Patsy               |
| Mitzi Green      | Tessie Deegan       |
| Brooks Benedict  | George Mason        |
| Kitty Kelly      | Kate Foster         |
| Arline Judge     | Molly Gray          |
| Stanley Fields   | Frank Sanders       |
| Lita Chevret     | Mary                |
| Chris-Pin Martin | Pete                |
| Monte Collins    | barkeeper           |